# Ethel Merman
Ethel Merman (16 tháng 1 năm 1908 - 15 tháng 2 năm 1984) là một nữ diễn viên và ca sĩ người Mỹ. Được biết đến chủ yếu vì giọng hát và vai diễn nhạc kịch,  bà được mệnh danh là "Đệ nhất phu nhân không thể tranh cãi của sân khấu nhạc kịch hài."
Merman có mặt trong các vở nhạc kịch kinh điển của Broadway như "I Got Rhythm" (from Girl Crazy); "Everything's Coming Up Roses", "Some People", và "Rose's Turn" (from Gypsy—Merman đóng vai Rosetrong bản gốc 1959 do Broadway sản xuất); và trong các bài hát của Cole Porter "It's De-Lovely" (from Red, Hot and Blue), "Friendship" (from DuBarry Was a Lady), và "I Get a Kick Out of You", "You're the Top", và "Anything Goes" (from Anything Goes). Bài hát của Irving Berlin - "There's No Business Like Show Business", được viết riêng cho vở nhạc kịch Annie Get Your Gun, trở thành bài hát thương hiệu của Merman.

## Đề cử và giải thưởng
| Năm  | Giải               | Hạng mục                                           | Tên phim      | Kết quả |
| ---- | ------------------ | -------------------------------------------------- | ------------- | ------- |
| 1951 | Tony Award         | Best Performance by a Leading Actress in a Musical | Call Me Madam |         |
| 1953 | Golden Globe Award | Best Actress – Motion Picture Musical or Comedy    | Call Me Madam |         |
| 1957 | Tony Award         | Best Performance by a Leading Actress in a Musical | Happy Hunting |         |
| 1960 | Tony Award         | Best Performance by a Leading Actress in a Musical | Gypsy         |         |
| 1970 | Drama Desk Award   | Outstanding Actress in a Musical                   | Hello, Dolly! |         |
| 1972 | Tony Award         | Special Tony Award                                 |               |         |

## Performances

### Sân khấu
- Girl Crazy (1930)

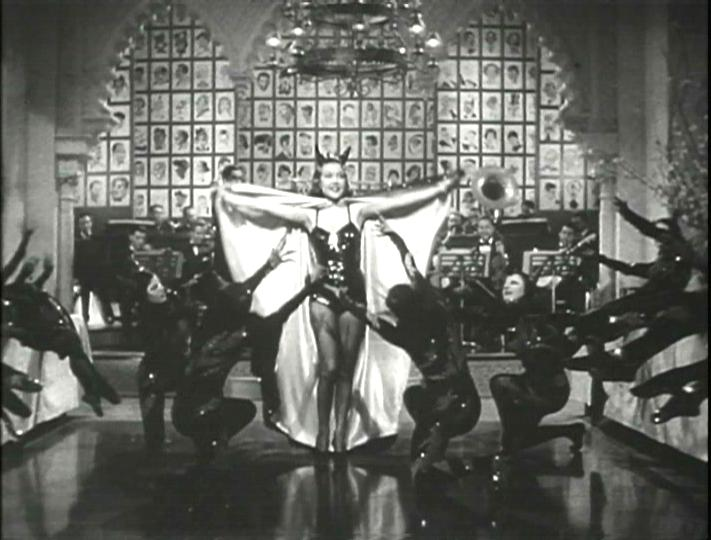
Ethel Merman in a trailer for Alexander's Ragtime Band (1938)

- George White's Scandals of 1931 (1931)
- Take a Chance (1932)
- Anything Goes (1934)
- Red, Hot and Blue (1936)
- Stars in Your Eyes (1939)
- DuBarry Was a Lady (1939)
- Panama Hattie (1940)
- Something for the Boys (1943)
- Sadie Thompson (1944) (replaced by June Havoc before previews)
- Annie Get Your Gun (1946)
- Call Me Madam (1950)
- Happy Hunting (1956)
- Gypsy (1959)
- Annie Get Your Gun (1966)
- Call Me Madam (1968)
- Hello, Dolly! (1970)
- Mary Martin & Ethel Merman: Together On Broadway (1977)

### Điện ảnh
- Follow the Leader (1930)
- Let Me Call You Sweetheart (1932)
- We're Not Dressing (1934)
- Kid Millions (1934)
- The Big Broadcast of 1936 (1935)
- Strike Me Pink (1936)
- Anything Goes (1936)
- Happy Landing (1938)
- Alexander's Ragtime Band (1938)
- Straight, Place or Show (1938)
- Stage Door Canteen (1943)
- Call Me Madam (1953)

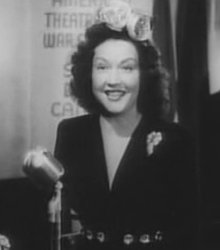
In the film Stage Door Canteen (1943)

- There's No Business Like Show Business (1954)
- It's a Mad, Mad, Mad, Mad World (1963)
- The Art of Love (1965)
- Journey Back to Oz (1974) (voice)
- Won Ton Ton, the Dog Who Saved Hollywood (1976)
- Airplane! (1980)

### Truyền hình

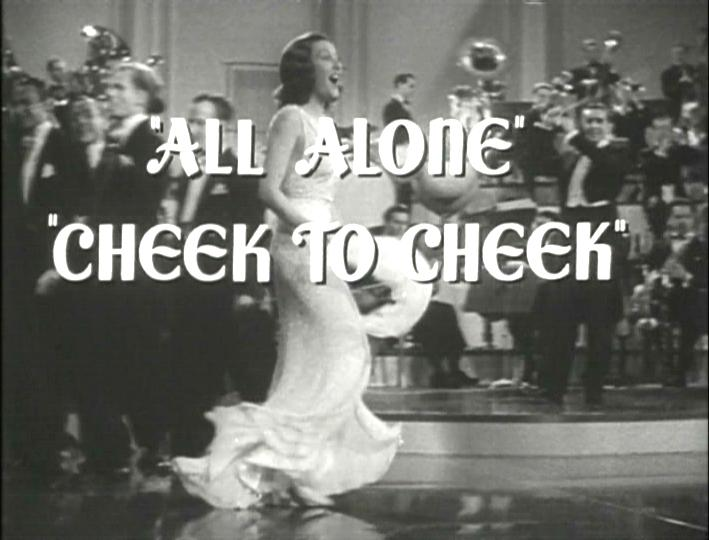
Ethel Merman trong đoạn phim giới thiệu Alexander's Ragtime Band (1938)

- The Ford 50th Anniversary Show (1953)
- The Colgate Comedy Hour (1954) Episode: "Anything Goes"
- Panama Hattie (1954)
- Merman On Broadway (1961)
- The Lucy Show, two-parter, as herself (1963)
- The Judy Garland Show, two episodes (1963)
- Maggie Brown (1963) (unsold pilot)
- An Evening with Ethel Merman (1965)
- Annie Get Your Gun (1967)
- Tarzan and the Mountains of the Moon (1967)
- Batman, "The Sport of Penguins", two-parter as Lola Lasagne (1967)
- That Girl, two episodes, as herself (1967–1968)
- 'S Wonderful, 'S Marvelous, 'S Gershwin (1972)
- Ed Sullivan's Broadway (1973)
- The Muppet Show (1976)
- Match Game PM (1976), (1978)
- You're Gonna Love It Here (1977) (unsold pilot)
- A Salute to American Imagination (1978)
- A Special Sesame Street Christmas (1978)
- Rudolph and Frosty's Christmas in July (1979) (voice)
- The Love Boat, five episodes, Roz Smith (1979–1982)
- Night of 100 Stars (1982)

### Các đĩa thu âm hit
- "How Deep Is the Ocean?" (1932)
- "Eadie Was a Lady" (1933)
- "An Earful of Music" (1934)
- "You're the Top" (1934)
- "I Get a Kick Out of You" (1935)
- "Move It Over" (1943)
- "They Say It's Wonderful" (1946)
- "Dearie" (1950)
- "I Said My Pajamas (And Put On My Prayers)" (1950)
- "If I Knew You Were Comin' I'd've Baked a Cake" (1950)
- "You're Just in Love" (1951)
- "Once Upon a Nickel" (1951)